# Saints Row 2
Saints Row 2 is een actie-avonturenspel, ontwikkeld door Volition, Inc. en gepubliceerd door THQ. Het computerspel is het vervolg op Saints Row en het tweede spel uit de Saints Row-reeks. Saints Row 2 werd op 14 oktober in Amerika en op 17 oktober 2008 in Europa uitgebracht voor de Xbox 360 en de PlayStation 3. Op 14 april 2016 verscheen een Linuxversie van het spel.
Een kleinere variant van het spel wordt ook gemaakt voor de mobiele telefoons.

## Verhaal
Het spel is gesitueerd in een vernieuwde versie van Stillwater, een fictieve stad die grotendeels gebaseerd is op de steden Chicago en Detroit. Het spel gaat verder waar Saints Row geëindigd was, waarbij de speler ontwaakt uit een trauma geïnduceerde coma in een gevangenisziekenhuis, vijf jaar na de gebeurtenissen van Saints Row, alleen om te ontsnappen uit het gevangeniseiland en weer lid te worden van de 3de Street Saints, de bende waar de serie om draait. De protagonist leert dat de Heiligen (de Saints) hun macht hebben verloren, en dat drie nieuwe bendes de macht in Stilwater hebben overgenomen. Deze drie bendes zijn de Ronin(geel), de Sons of Samedi(groen) en de Brotherhood(rood). De Ronin is een Yakuza-bende, die geleid wordt door Kazuo Akuji. De Sons of Samedi is een bende die geleid wordt door een Haïtiaan, bekend als 'The General'. De Brotherhood is een bende die geleid wordt door Maero.

## Gameplay
Te voet is de speler in staat om te wandelen, hardlopen, zwemmen, klimmen en springen, alsook gebruik te maken van wapens en vechtbewegingen. Het spel bevat tal van auto's waarin de speler kan rijden. De hele engine is herschreven, waardoor nieuwe vliegende voertuigen beschikbaar zijn. Daarnaast is het nu ook mogelijk online coöperatief te spelen. De speler kan het geslacht, de bouw, de stem en de kleding van zijn of haar personages veranderen.

## Recensies
Het spel heeft goede recensies gekregen met een gemiddelde score van 81% volgens Metacritic. IGN gaf het spel een 8.2/10 en vond dat de missies gevarieerd waren en dat het geweldig is dat het mogelijk is om door de campaign te spelen met twee spelers, maar kritiseerde het spel voor zijn technische fouten. GameSpot gaf het spel een 8.0/10 en dacht dat de gevechten bevredigend waren, maar ook dat de computer bestuurde mannen in de speler zijn team frustrerend waren en dat de multiplayer vergeetbaar was.

## Ontvangst
| Beoordeeld door    | Platform      | Datum            | Score |
| ------------------ | ------------- | ---------------- | ----- |
| Game Shark         | PlayStation 3 | 10 oktober 2008  | 91%   |
| Atomic Gamer       | Xbox 360      | 16 oktober 2008  | 88%   |
| GameFocus          | PlayStation 3 | 3 november 2008  | 85%   |
| Darkstation        | Xbox 360      | 22 oktober 2008  | 80%   |
| Jeuxvideo.com      | PlayStation 3 | 17 oktober 2008  | 75%   |
| JeuxActu           | Xbox 360      | 22 oktober 2008  | 70%   |
| Imperium Gier      | Windows       | 18 februari 2009 | 70%   |
| Eurogamer.net (GB) | Windows       | 27 januari 2009  | 70%   |
| UOL Jogos          | Xbox 360      | 29 oktober 2008  | 70%   |
| Atomic Gamer       | Windows       | 19 januari 2009  | 70%   |

## Trivia
- Het spel is opgenomen in het boek 1001 Video Games You Must Play Before You Die van Tony Mott.